# Tis (Havlíčkův Brod)
Tis é uma comuna checa localizada na região de Vysočina, distrito de Havlíčkův Brod.